# Talnach (district)
Talnach (Russisch: Талнах, Talnach) is een district van Norilsk en voormalige stad (1982-2005) in het noorden van de Russische kraj Krasnojarsk in het zuiden van het schiereiland Tajmyr in het oosten van het gebergte Charajelach (of Kara-Jelach; Dolgaans: "dennensteen"; Russisch: еловый камень). Het mineraal talnachiet is naar de plaats vernoemd.
Het is een voormalige satellietstad van Norilsk en ligt ten noorden van de poolcirkel op de permafrost op 24 kilometer ten noordoosten van Norilsk. De stad staat net als het district en voormalige stad Kajerkan en het dorp Snezjnogorsk onder jurisdictie van de stad Norilsk. De stad is verbonden met Norilsk, Kajerkan en de havenstad Doedinka door een hoofdweg (sjosse) en de Norilsk-spoorlijn (de noordelijkste spoorlijn ter wereld). Talnach heeft een luchtverbinding via de luchthaven Alykel.
Talnach is gelegen op de rechteroever van de rivier Norilskaja (de stad Norilsk op de linkeroever) in de buurt van de rivier de Talnach (zijrivier van de Norilskaja, stroomgebied van de Pjasina). De naam Talnach komt uit het Dolgaans en betekent "riviertje met ijskorst" of vrij vertaald "verboden plaats". De plaats werd door de Dolganen eerder namelijk gezien als een plaats zonder mogelijkheden, een verschrikkelijk slechte plaats, wat door de Dolganen in verband werd gebracht met de ijskorst op de rivier.

## Geschiedenis
Tijdens de Norilsk-expeditie in 1920 bezocht geoloog Nikolaj Oervantsev samen met de geologen V. Kravtsov en Joe. Koeznetsov. het gebergte Charajelach en ontdekte er rijke steenkoolertslagen, maar trof er geen sulfide ertsen aan zoals eerder in Norilsk waren gevonden. Na de ontdekking van een rijke koper-nikkelertslaag door de expeditie van geoloog N. Maslov werd in 1960 begonnen met het delven van de ertslagen in Charajelach (de eerste mijn heette Majak; "vuurtoren") en ontstond de werk-posjolok Talnach op de oever van de rivier Talnach. In de Majak-mijn werkten grote aantallen jonge mensen, grotendeels vrijwilligers van de jeugdtak van de KPSU, de Komsomol. De Komsomol had de mijn verheven tot een project van "nationale prioriteit", waardoor in 1965, 22 maanden voor op plan en met behulp van de modernste technieken, al 3 mijnschachten waren uitgewolven en uitgerust en de belangrijkste oppervlakteinstallaties voltooid waren. Hierdoor kon de delving van steenkool veel eerder worden begonnen dan vooraf was gepland. De mijn Majak begon met de delving van steenkool op 22 april 1965, de datum van de geboortedag van Lenin.
In 1965 werd ook een brug gebouwd over de rivier de Norilskaja en werd de tweede mijn Komsomolski geopend (aanvankelijk Majak 2). Deze mijn was een van de meest geavanceerde mijnen van de Sovjet-Unie en bevatte veel technologieën die nooit eerder waren toegepast. Zo wist men er voor het eerst om te gaan met geologische druk en werd geautomatiseerd materieel in gebruik genomen. In 1975 produceerde de Komsomolski-mijn 5 miljoen ton erts, waarvan 700.000 ton rijk erts. In 1976 werden verschillende specialisaties geïntroduceerd in de Komsomolski-mijn, waardoor automatisering verder kon worden doorgevoerd en de kwaliteit van het werk en het onderhoud en reparatie aan machines (reparatie aan dieselaangedreven apparatuur als vracht- en transportmiddelen gebeurt sindsdien ondergronds) verbeterde.
In 1964 kreeg Talnach de status van nederzetting met stedelijk karakter en op 3 november 1982 de status van stad onder jurisdictie van de stad Norilsk. In 2005 werd ze opgenomen als district onder jurisdictie van Norilsk.

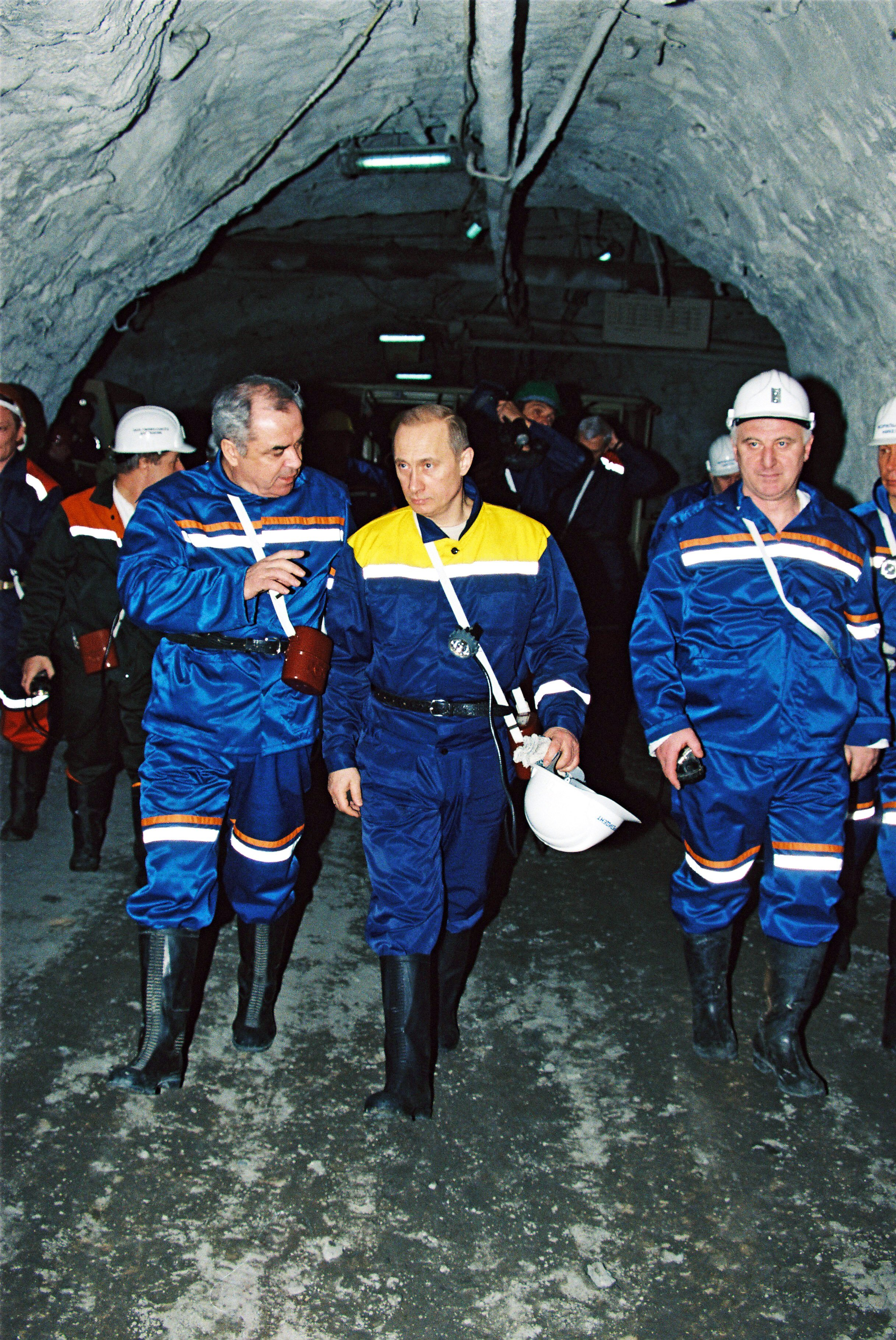
President Vladimir Poetin tijdens een bezoek aan de Oktjabrski-mijn 1000 meter ondergronds in 2002

## Economie
Momenteel vormen de mijnen van Talnach de belangrijkste tak van de transarctische grondstoffentak van het mijnbouw- en metallurgische bedrijf Norilsk Nikkel. De mijnen van Talnach (Majak, Komsomolski, Oktjabrski en Tajmyrski) zijn de grootste van Rusland. De mijnen worden sinds 1998 gezien als 1 mijn, met individuele mijnschachten en spreiden zich uit over 12 kilometer met een maximale breedte van 3,5 kilometer. In totaal omvatten de mijnschachten een lengte van meer dan 450 kilometer met daarbinnen meer dan 80 kilometer aan spoorlijnen. Voor de zuurstofvoorziening in de schachten pompt een ventilatiesysteem 1300 m³ lucht per seconde in de mijnen (vergelijkbaar met het debiet van de Norilskajarivier). Hiernaast bevindt zich een concentratorfabriek in de stad en een voedselverwerkingsbedrijf (Sajany).
In de stad bevindt zich een obelisk voor de eerste bewoners van de stad op een hoge heuvel bij de ingang van het stadsgebied.
| 1970  | 1979   | 1989   | 2002   |
| ----- | ------ | ------ | ------ |
| 9.300 | 33.400 | 62.849 | 58.654 |